# Rebecca Marino
Rebecca Marino, née le 16 décembre 1990 à Toronto, est une joueuse de tennis canadienne, professionnelle depuis 2008.

## Carrière

### Ascension et retraite prématurée
Rebecca Marino grandit à Vancouver où ses parents possèdent une entreprise de construction. Son oncle George Hungerford est champion olympique d'aviron lors des Jeux olympiques de Tokyo en 1964. Elle commence la pratique du tennis à l'âge de 10 ans avec son frère et son père. En junior, elle remporte quatre titres dont les championnats du Canada de Repentigny en 2007. Elle devient professionnelle à 17 ans, en 2008 et dispute trois finales sur le circuit ITF cette année-là, remportant son premier titre à Trecastagni. En 2009, elle s'installe à Montréal pour bénéficier de nouvelles structures d'entraînement. Elle continue sa progression sur le circuit secondaire en participant à deux finales à Tenerife et Boston, puis une troisième en avril 2010 à Thourout.
En août, elle parvient à se qualifier pour son premier tournoi du Grand Chelem, l'US Open où elle écarte Ksenia Pervak au premier tour, et résiste à Venus Williams, tête de série no 4, avant de céder au second (7-63, 6-3). Sur sa lancée, elle atteint les quarts de finale du Challenge Bell à Québec puis remporte presque coup sur coup trois tournois ITF dotés de 50 000 $ : Saguenay, Kansas City et Troy, résultats qui la placent aux portes du top 100 mondial et fait d'elle la n°1 au Canada.
Dès 2011, son classement lui permet d'intégrer sans passer par les qualifications le tableau principal de l'Open d'Australie. Elle se qualifie à nouveau pour le deuxième tour, poussant l'Italienne Francesca Schiavone, tête de série no 6, à un troisième set très disputé, perdu sur le score de 9-7. Après une demi-finale à Midland, elle dispute sa première finale sur le circuit WTA, à Memphis, contre Magdaléna Rybáriková ; une douleur abdominale la pousse à l'abandon à l'issue du premier set. Le mois suivant, elle est demi-finaliste à Nassau. Sur terre battue, elle s'achemine jusqu'au 3e tour à Roland-Garros. Elle gagne également un match à Wimbledon mais ne rencontre pas autant de succès sur la tournée américaine avec seulement une victoire en cinq tournois.
En 2012, s'éloigne du tennis pendant sept mois puis gagne à son retour un tournoi à Rock Hill. Éprouvée physiquement et confrontée à une dépression et des problèmes de santé mentale, elle décide fin février 2013 de prendre une pause du tennis pour une durée indéterminée. Elle intègre alors l'université de Colombie-Britannique où elle étudie la littérature anglaise, fait partie de l'équipe d'aviron et enseigne en parallèle le tennis.

### Retour sur les courts
En octobre 2017, elle annonce son intention d'effectuer un retour à la compétition, après une absence de près de cinq ans. Son retour sur le circuit professionnel sera cependant retardé en raison de règlements de l’ITF et elle ne recommence à jouer qu'à partir de fin janvier 2018. Elle gagne les trois premiers tournois ITF auxquels elle participe, à Antalya, puis deux autres la même année à Winnipeg et Lubbock. Elle est aussi quart de finaliste à Vancouver et Québec et termine l'année dans le top 200. En 2019, elle décroche un nouveau titre, à Kurume (60 000 $). Diminuée par une blessure au pied depuis les Internationaux de France, elle met un terme à sa saison fin juillet et fait l'impasse sur la suivante.
Elle réapparait en compétition en janvier 2021 avec un classement protégé. Elle se qualifie pour l'Open d'Australie et passe le premier tour contre la locale Kimberly Birrell (6-0, 7-69), sa première victoire en Grand Chelem en dix ans. Elle revient sur le devant de la scène lors de la Coupe Rogers à Montréal en écartant la 16e mondiale Madison Keys au premier tour (6-3, 6-3). Elle enchaîne en renversant Paula Badosa puis s'incline contre Aryna Sabalenka. Par la suite, elle sort des qualifications de l'US Open où elle est battue au premier tour par Elina Svitolina.
En 2022, elle se qualifie tout d'abord pour l'Open d'Australie puis remporte un tournoi ITF à Arcadia en Californie (60 000 $) avant d'enchaîner par une finale à Irapuato. Elle fait son retour dans le top 100 après le tournoi de Wimbledon. Début août, elle bat Andrea Petkovic et accède aux quarts de finale du tournoi de Washington. Elle est aussi quart de finaliste à Granby et parvient au 3e tour de l'US Open.
Le 12 novembre, elle remporte avec l'équipe du Canada la Coupe Billie Jean King 2023 en battant l'Italie en finale. Il s'agit du premier titre de l'histoire du Canada dans cette compétition. Elle ne dispute néanmoins aucun match en phase finale.

## Palmarès

### Titre en simple dames
Aucun

### Finale en simple dames
| No | Date       | Nom et lieu du tournoi      | Catégorie | Dotation  | Surface    | Vainqueure           | Score         |          |
| -- | ---------- | --------------------------- | --------- | --------- | ---------- | -------------------- | ------------- | -------- |
| 1  | 14-02-2011 | Cellular South Cup, Memphis | Intern'l  | 220 000 $ | Dur (int.) | Magdaléna Rybáriková | 6-2, 0-0, ab. | Parcours |

### Titre en simple en WTA 125
| No | Date       | Nom et lieu du tournoi      | Catégorie | Dotation  | Surface    | Finaliste    | Score    |          |
| -- | ---------- | --------------------------- | --------- | --------- | ---------- | ------------ | -------- | -------- |
| 1  | 04-11-2024 | Dow Tennis Classic, Midland | WTA 125   | 115 000 $ | Dur (int.) | Alycia Parks | 6-2, 6-1 | Parcours |

### Finale en simple en WTA 125
| No | Date       | Nom et lieu du tournoi    | Catégorie | Dotation  | Surface      | Vainqueure | Score    |          |
| -- | ---------- | ------------------------- | --------- | --------- | ------------ | ---------- | -------- | -------- |
| 1  | 09-06-2025 | Lexus Ilkley Open, Ilkley | WTA 125   | 115 000 $ | Gazon (ext.) | Iva Jovic  | 6-1, 6-3 | Parcours |

### Titres en double en WTA 125
| No | Date       | Nom et lieu du tournoi     | Catégorie | Dotation  | Surface      | Partenaire    | Finalistes                        | Score            |          |
| -- | ---------- | -------------------------- | --------- | --------- | ------------ | ------------- | --------------------------------- | ---------------- | -------- |
| 1  | 26-07-2021 | Charleston Open Charleston | WTA 125   | 115 000 $ | Terre (ext.) | Liang En-shuo | Erin Routliffe Aldila Sutjiadi    | 5-7, 7-5, [10-7] | Parcours |
| 2  | 21-10-2024 | Abierto Tampico Tampico    | WTA 125   | 115 000 $ | Dur (ext.)   | Carmen Corley | Alina Korneeva Polina Kudermetova | 6-3, 6-3         | Parcours |

## Parcours en Grand Chelem

### En simple dames
| Année | Open d'Australie | Open d'Australie    | Internationaux de France | Internationaux de France | Wimbledon       | Wimbledon           | US Open         | US Open            |
| ----- | ---------------- | ------------------- | ------------------------ | ------------------------ | --------------- | ------------------- | --------------- | ------------------ |
| 2009  | —                | —                   | —                        | —                        | —               | —                   | Q2              | Vesna Manasieva    |
| 2010  | Q1               | Angelique Kerber    | Q1                       | Renata Voráčová          | Q1              | Anastasiya Yakimova | 2e tour (1/32)  | Venus Williams     |
| 2011  | 2e tour (1/32)   | Francesca Schiavone | 3e tour (1/16)           | Svetlana Kuznetsova      | 2e tour (1/32)  | Roberta Vinci       | 1er tour (1/64) | Gisela Dulko       |
| 2012  | 1er tour (1/64)  | Gréta Arn           | —                        | —                        | —               | —                   | —               | —                  |
| 2013  | 1er tour (1/64)  | Peng Shuai          | —                        | —                        | —               | —                   | —               | —                  |
|       |                  |                     |                          |                          |                 |                     |                 |                    |
| 2019  | Q1               | Caroline Dolehide   | Q2                       | Elena Rybakina           | —               | —                   | —               | —                  |
|       |                  |                     |                          |                          |                 |                     |                 |                    |
| 2021  | 2e tour (1/32)   | Markéta Vondroušová | Q1                       | Claire Liu               | —               | —                   | 1er tour (1/64) | Elina Svitolina    |
| 2022  | 1er tour (1/64)  | Marie Bouzková      | 1er tour (1/64)          | Coco Gauff               | 1er tour (1/64) | Katarzyna Kawa      | 3e tour (1/16)  | Zhang Shuai        |
| 2023  | 1er tour (1/64)  | Zhu Lin             | 1er tour (1/64)          | Diana Shnaider           | —               | —                   | 1er tour (1/64) | Patricia Maria Țig |
| 2024  | 1er tour (1/64)  | Jessica Pegula      | 2e tour (1/32)           | Lucija Ćirić Bagarić     | Q1              | McCartney Kessler   | Q2              | Arianne Hartono    |
| 2025  | 1er tour (1/64)  | Katie Boulter       | Q1                       | Kathinka von Deichmann   | Q1              | Gabriela Knutson    |                 |                    |

N.B. : à droite du résultat se trouve le nom de l'ultime adversaire.

### En double dames
| Année | Open d'Australie                                                                   | Open d'Australie                                                      | Internationaux de France                                                           | Internationaux de France                                                           | Wimbledon                                                                          | Wimbledon | US Open | US Open |
| ----- | ---------------------------------------------------------------------------------- | --------------------------------------------------------------------- | ---------------------------------------------------------------------------------- | ---------------------------------------------------------------------------------- | ---------------------------------------------------------------------------------- | --------- | ------- | ------- |
| 2011  | —                                                                                  | —                                                                     | 1er tour (1/32) İ. Şenoğlu \|\| style="text-align:left;" \| N. Grandin V. Uhlířová | 1er tour (1/32) İ. Şenoğlu \|\| style="text-align:left;" \| N. Grandin V. Uhlířová | 1er tour (1/32) C. McHale \|\| style="text-align:left;" \| M. Kirilenko N. Petrova |           |         |         |
| 2012  | 1er tour (1/32) I. Falconi \|\| style="text-align:left;" \| G. Dulko F. Pennetta   | —                                                                     | —                                                                                  | —                                                                                  | —                                                                                  | —         | —       |         |
|       |                                                                                    |                                                                       |                                                                                    |                                                                                    |                                                                                    |           |         |         |
| 2023  | 1er tour (1/32) M. Brengle \|\| style="text-align:left;" \| B. Bencic J. Teichmann | 1er tour (1/32) Zhu L. \|\| style="text-align:left;" \| Xu Y. Yang Z. | —                                                                                  | —                                                                                  | —                                                                                  | —         |         |         |

N.B. : le nom de la partenaire se trouve sous le résultat ; les noms des ultimes adversaires se trouvent à droite.

### En double mixte
| Année | Open d'Australie | Open d'Australie | Internationaux de France | Internationaux de France | Wimbledon                                                                       | Wimbledon | US Open | US Open |
| ----- | ---------------- | ---------------- | ------------------------ | ------------------------ | ------------------------------------------------------------------------------- | --------- | ------- | ------- |
| 2011  | —                | —                | —                        | —                        | 1er tour (1/32) S. González \|\| style="text-align:left;" \| A. Dulgheru R. Ram | —         | —       |         |

N.B. : le nom du partenaire se trouve sous le résultat ; les noms des ultimes adversaires se trouvent à droite.

## Parcours en «Premier» et WTA 1000
Les tournois WTA « Premier Mandatory » et « Premier 5 » (entre 2009 et 2020) et WTA 1000 (à partir de 2021) constituent les catégories d'épreuves les plus prestigieuses, après les quatre levées du Grand Chelem. 

De 2009 à 2023, les tournois Premier Mandatory (dits tournois WTA 1000 obligatoires entre 2021 et 2023) regroupent Indian Wells, Miami, Madrid et Pékin, les autres constituant les tournois Premier 5 (tournois WTA 1000 non-obligatoires). À partir de 2024, le nombre de tournois WTA 1000 passe à 10 par saison (fin de l’alternance Doha / Dubaï), ces derniers devenant tous obligatoires et offrant tous 1000 points à la vainqueure (contre 900 points précédemment pour les tournois Premier 5).

### En simple dames
| Année |       |                |                |                                |                              |                           |            |                             |                              |                          |  |                              |
| Doha  | Dubaï | Indian Wells   | Miami          | Madrid                         | Rome                         | Canada                    | Cincinnati | Pékin                       |                              | Tokyo                    |  |                              |
| Doha  | Dubaï | Indian Wells   | Miami          | Madrid                         | Rome                         | Canada                    | Cincinnati | Pékin                       | Wuhan                        |                          |  |                              |
| Doha  | Dubaï | Indian Wells   | Miami          | Madrid                         | Rome                         | Canada                    | Cincinnati | Pékin                       | Guadalajara                  |                          |  |                              |
| 2011  |       | Hors catégorie |                | 1er tour (1/64) E. Makarova    |                              |                           |            | 1er tour (1/32) E. Makarova | 1er tour (1/32) C. Scheepers | 1er tour (1/32) R. Vinci |  | 1er tour (1/32) J. Gajdošová |
|       |       |                |                |                                |                              |                           |            |                             |                              |                          |  |                              |
| 2021  |       | Hors catégorie |                |                                |                              |                           |            | 3e tour (1/8) A. Sabalenka  |                              | Annulé                   |  | Annulé                       |
| 2022  |       |                | Hors catégorie |                                | 1er tour (1/64) K. Siniaková |                           |            | 1er tour (1/32) Zheng Q.    |                              | Hors calendrier          |  | 2e tour (1/16) C. Garcia     |
| 2023  |       | Hors catégorie |                | 1er tour (1/64) M. Vondroušová | 2e tour (1/32) C. Gauff      | 2e tour (1/32) E. Mertens |            | 1er tour (1/32) K. Boulter  |                              |                          |  |                              |
| 2024  |       |                |                |                                |                              |                           |            | 1er tour (1/32) M. Linette  |                              |                          |  |                              |
| 2025  |       |                |                |                                |                              |                           |            | 2e tour (1/32) E. Navarro   |                              |                          |  |                              |

Sous le résultat, l’ultime adversaire.
1. 1 2   Les tournois de Doha et Dubaï alternent le statut de tournoi WTA 1000 (ex Premier 5) entre 2009 et 2023 : les trois premières éditions ont lieu à Dubaï, les trois suivantes à Doha, puis Dubaï accueille le tournoi de cette catégorie les années impaires et Dubaï les années paires. De 2011 à 2023, la ville qui n’accueille pas de WTA 1000 organise à la place un tournoi WTA 500 (ex Premier).
2. 1 2 3 4 5 6 7 8   L’ordre de déroulement des tournois a évolué depuis 2009 : Rome se dispute avant Madrid et Cincinnati avant Montréal/Toronto jusqu’en 2010, tandis que Tokyo/Wuhan/Guadalajara ont lieu avant Pékin jusqu’en 2023.
3. 1 2  Du fait de la pandémie de Covid-19, les tournois d’Indian Wells, de Miami, de Madrid, du Canada, de Wuhan et de Pékin sont annulés en 2020. Ces deux derniers le sont également en 2021. Pour des raisons d’organisation, le tournoi de Cincinnati 2020 a exceptionnellement lieu à Flushing Meadows à New York.
4. ↑  Le 1er décembre 2021, le président de la WTA, Steve Simon, annonce que tous les tournois prévus en Chine et à Hong Kong sont suspendus à partir de 2022, en raison de préoccupations concernant la sécurité et le bien-être de la joueuse de tennis chinoise Peng Shuai après ses allégations de relations sexuelles non-consenties avec Zhang Gaoli, membre de haut rang du Parti communiste chinois. Le tournoi de Pékin revient en 2023. Le tournoi de Guadalajara remplace celui de Wuhan pendant deux ans, ce dernier réapparaissant en 2024.

## Parcours en Fed Cup
| #                                                              | Date       | Lieu     | Surface      | Gagnante(s)                      | Perdante(s)                   | Score         |          |
| -------------------------------------------------------------- | ---------- | -------- | ------------ | -------------------------------- | ----------------------------- | ------------- | -------- |
|                                                                |            |          |              |                                  |                               |               |          |
| 2011 - 1er tour (groupe mondial II) - Serbie - Canada - 3 : 2  |            |          |              |                                  |                               |               |          |
| 1                                                              | 05/02/2011 | Novi Sad | Dur (int.)   | Rebecca Marino                   | Aleksandra Krunić             | 6-3, 3-6, 7-5 | Parcours |
| 1                                                              | 05/02/2011 | Novi Sad | Dur (int.)   | Bojana Jovanovski                | Rebecca Marino                | 7-63, 6-3     | Parcours |
|                                                                |            |          |              |                                  |                               |               |          |
| 2011 - Barrage (groupe mondial II) - Slovénie - Canada - 3 : 2 |            |          |              |                                  |                               |               |          |
| 2                                                              | 16/04/2011 | Koper    | Terre (ext.) | Rebecca Marino                   | Maša Zec Peškirič             | 6-3, 7-5      | Parcours |
| 2                                                              | 16/04/2011 | Koper    | Terre (ext.) | Polona Hercog                    | Rebecca Marino                | 5-7, 6-2, 8-6 | Parcours |
| 2                                                              | 16/04/2011 | Koper    | Terre (ext.) | Polona Hercog Katarina Srebotnik | Sharon Fichman Rebecca Marino | 7-65, 6-2     | Parcours |

## Classements WTA en fin de saison
| Année          | 2007 | 2008 | 2009 | 2010 | 2011 | 2012 |  | 2018 | 2019 | 2020 | 2021 | 2022 | 2023 | 2024 |
| Rang en simple | 954  | 340  | 182  | 101  | 63   | 428  |  | 186  | 282  | 311  | 144  | 64   | 176  | 103  |
| Rang en double | 990  | 462  | 273  | 309  | 906  | 814  |  | 594  | 508  | 542  | 174  | 357  | 1039 | 210  |

Source : (en) Classements de Rebecca Marino sur le site officiel de la Fédération internationale de tennis